# Trypethelium neogalbineum
Trypethelium neogalbineum är en lavart som beskrevs av R. C. Harris. Trypethelium neogalbineum ingår i släktet Trypethelium och familjen Trypetheliaceae.   Inga underarter finns listade i Catalogue of Life.